# Trem ligeiro de Bielefeld
O trem ligeiro de Bielefeld é um sistema de trem ligeiro que serve a cidade alemã de Bielefeld.